# 新起町
新起町為臺灣日治時期臺北市之行政區，共分一～三丁目，因為位於本來的新起街而得名。該町位於艋舺中部，若竹町北方，西門町南方。戰後劃入龍山區，今臺北市萬華區新起里，於漢中街、中華路、西門紅樓附近，今西門町之一部分。該町是台灣最早的舊書店街，當時台北的舊書店多分布於此。

## 町內設施
- 西本願寺（一丁目）
- 新起町郵便局（一丁目，現台北漢中街郵局）
- 艋舺祖師廟（三丁目）
- 新起町乘降場（今捷運西門站、臺鐵西門緊急停靠站）
- 臺北橢圓公園（戰後改稱為西門圓環，今捷運西門站6號出口外）